# Onthophagus solisi
Onthophagus solisi es una especie de insecto del género Onthophagus, familia Scarabaeidae, orden Coleoptera.
Fue descrita científicamente por Howden & Gill en 1993.